# Vimont, Calvados
Vimont är en kommun i departementet Calvados i regionen Normandie i norra Frankrike. Kommunen ligger i kantonen Troarn som ligger i arrondissementet Caen. År 2022 hade Vimont 884 invånare.

## Befolkningsutveckling
Antalet invånare i kommunen Vimont
Referens:INSEE